# Zhang Rongfang
Zhang Rongfang (em chinês:  張 蓉芳; Chengdu, 15 de abril de 1957) é uma ex-jogadora de voleibol da China ,que competiu nos Jogos Olímpicos de 1984.
Em 1984, ela fez parte da equipe chinesa que conquistou a medalha de ouro no torneio olímpico, no qual atuou em cinco partidas.